# Randeep Singh
Randeep Singh (sinh ngày 16 tháng 11 năm 1990) là một cầu thủ bóng đá người Ấn Độ từng thi đấu ở vị trí tiền vệ cho Salgaocar ở I-League.

## Sự nghiệp

### Sự nghiệp ban đầu
Singh bắt đầu sự nghiệp bóng đá năm 2002 khi anh gia nhập Chandigarh Football Academy nằm ở Chandigarh, Punjab, Ấn Độ. Anh ở lại Chandigarh 5 năm và chuyển đến SAI East FC Football Academy ở Kolkata, West Bengal. Anh chỉ ở đây 1 mùa giải và được ký hợp đồng bởi câu lạc bộ nổi tiếng Mohun Bagan. Sau 1 năm ở Bagan, Singh trở lại Punjab để thi đấu cho đội địa phương JCT FC ở I-League.

### Salgaocar
Vào mùa hè năm 2011 Singh ký hợp đồng với câu lạc bộ I-League Salgaocar S.C. từng là đương kim vô địch I-League. Singh có màn ra mắt ở cấp độ câu lạc bộ ở châu Á tại Cúp AFC 2012 trước Al-Oruba SC ngày 7 tháng 3 năm 2012.

## Quốc tế
Singh từng thi đấu cho U-15 Ấn Độ và U-17 Ấn Độ.